# Сату Лунг (Клуж)
Сату Лунг (рум. Satu Lung) насеље је у Румунији у округу Клуж у општини Кинтени. Oпштина се налази на надморској висини од 363 m.

## Становништво
Према подацима из 2002. године у насељу је живело 99 становника, од којих су сви румунске националности.